# Club León Balonmano
El Club León Balonmano, más conocido como Cleba  es un equipo de balonmano femenino de la ciudad de León y el más importante de esta índole en la provincia de León. Milita en la División de Honor Oro femenina de balonmano.

## Historia
En el año 1996 el balonmano leonés hizo realidad uno de sus sueños. Los dos equipos femeninos existentes en la capital y que militaban en Primera Nacional, el Deleba y el Atlético León, se fusionaron cumpliendo una vieja aspiración general en la que se consideraba que las opciones de conseguir mayores triunfos iban a ser mayores trabajando unidos. También iba a permitir que se redujeran los costes, lo que también ha sido muy importante en un club modesto. De esta forma, el 10 de septiembre de 1996 comenzaba su andadura el Club León Balonmano.

## Palmarés
- Copa ABF: 2006/2007 y 2011/2012

## Equipación
- Primera equipación: camiseta roja y pantalón negro.
- Segunda equipación: camiseta blanca y pantalón negro.

## Otras categorías inferiores
Esta entidad, posee otros  equipos filiales:
- CLEBA UNIVERSIDAD DE LEÓN

- CLEBA JUVENIL

- CLEBA CADETE
- CLEBA  INFANTIL

## Jugadoras Históricas
- Nuria Benzal
- Raquel Caño
- Fabiana Diniz
- Deonise Fachinello
- Yunisleidy Camejo
- Cristina González Ramos
- Ayling Martínez
- Luciana Mendoza
- Mayara Moura
- María Prieto O'Mullony
- Soraya García Leite

|}